# Валя-Мечешулуй
Валя-Мечешулуй (рум. Valea Măceșului) — село у повіті Вилча в Румунії. Входить до складу комуни Войняса.
Село розташоване на відстані 195 км на північний захід від Бухареста, 43 км на північний захід від Римніку-Вилчі, 119 км на північ від Крайови, 128 км на захід від Брашова.

## Географія
Селом протікає річка Лотру.

## Населення
За даними перепису населення 2002 року у селі проживали 86 осіб, усі — румуни. Усі жителі села рідною мовою назвали румунську.